# 扎納科爾甘區
43°56′24″N 67°13′12″E / 43.94000°N 67.22000°E

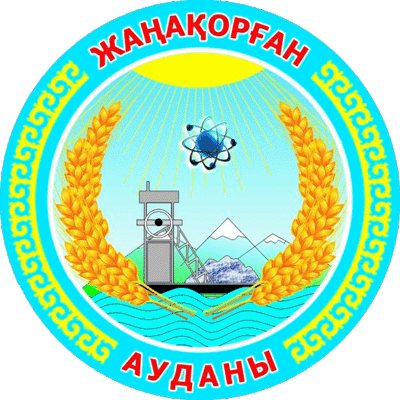

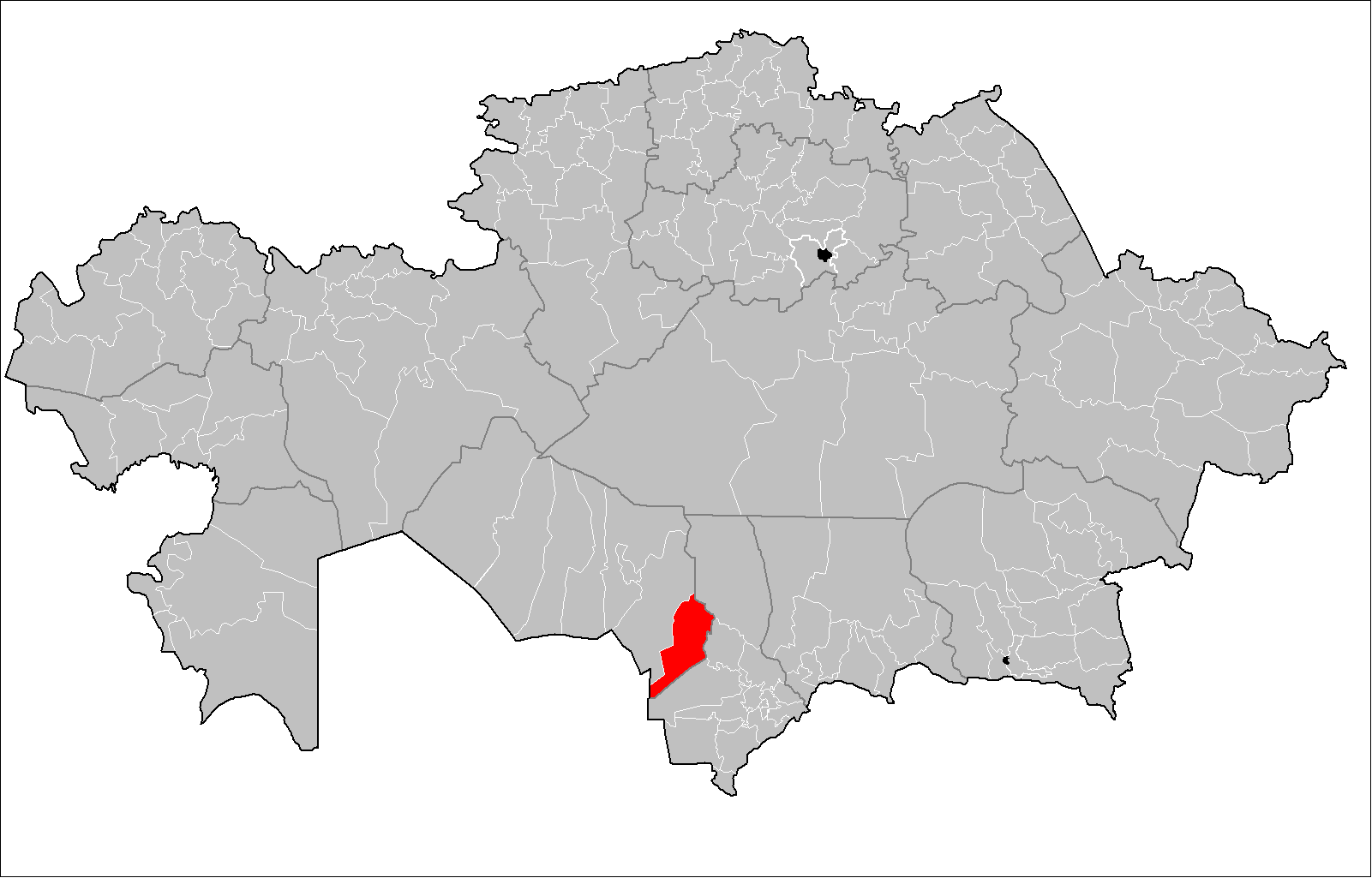

扎納科爾甘區是哈薩克斯坦的行政區，位於該國南部，由克孜勒奧爾達州負責管轄，首府設於扎納科爾甘，始建於1928年，面積16,600平方公里，2019年人口84,474。